# Chō
El chō (町?) es una unidad de longitud utilizada en Japón.
Un chō es la treintaiseisava parte de un ri, y equivale a 1200/11 m, o 109,09 m. Un chō se divide en 60 ken.